# Агнес фон Фалкенщайн-Мюнценберг
Агнес фон Фалкенщайн-Мюнценберг (на немски: Agnes von Falkenstein-Münzenberg; * ок. 1337; † 28 септември 1380) е благородничка от Фалкенщай-Мюнценберг-Лаубах-Боланден и чрез женитба господарка на Фалкенщайн, Боланден и на господствата Кьонигщайн и Мюнценберг.
Тя е дъщеря на Филип V фон Фалкенщайн-Боланден († 1365/1343) и съпругата му Елизабет фон Ханау († 1365/1389), дъщеря на граф Улрих II фон Ханау († 1346) и Агнес фон Хоенлое-Вайкерсхайм († 1342).
Агнес фон Фалкенщайн-Мюнценберг се омъжва 1353 г. за Филип VI фон Боланден-Фалкенщайн (* ок. 1320; † между 24 март 1370 и 6 август 1373), син на Куно II фон Фалкенщайн-Мюнценберг († 1333) и първата му съпруга графиня Анна фон Насау-Хадамар († 1329). Тя е третата му съпруга. Филип VI фон Фалкенщайн има конфликт със съседите си, господарите на Райфенберг, които го обсаждат в замък Кьонигщайн. Филип бяга със синовете си, но пада от коня си и е заловен. Той умира след осем дена в плен в замък Райфенберг. Синовете му също са пленени и купуват свободата си с 10 500 гулдена. 

## Деца
Агнес фон Фалкенщайн-Мюнценберг и Филип VI фон Боланден-Фалкенщайн имат децата:
- Филип VIII фон Фалкенщайн († 1407), женен пр. 16 октомври 1380 г. за Елизабет фон Епенщайн (* ок. 1380; † 1422), дъщеря на Еберхард I фон Епщайн
- Вернер фон Фалкенщайн († 4 октомври 1418), архиепископ и курфюрст на Трир (1388 – 1418)
- Улрих фон Фалкенщайн († сл. 1379), домхер и архидякон в Трир
- Куно фон Фалкенщайн († 1402), свещеник в Кобленц
- Луитгард (Лукарда) (* ок. 1357; † 1391), наследничка на господствата Кьонигщайн и Мюнценберг, омъжена сл. 1376 г. за Еберхард I фон Епщайн († 1391)
- Агнес (* ок. 1358; † 1409), омъжена пр. 11 юни 1375 г. за граф Ото I фон Золмс-Браунфелс († 1410)